# مدار ۳۲ درجه شمالی
مدار ۳۲ درجه شمالی، دایره‌ای از عرض جغرافیایی است که در ۳۲ درجهٔ شمالی خط استوا  قرار دارد.

## گذر از مناطق
از نصف‌النهار مبدأ شروع می‌شود و به سمت مشرق ۳۲ درجه شمالی از موارد زیر گذر می‌کند:
| مختصات‌ها                                             | کشور، قلمرو یا دریا   | توضیحات |
| ---------------------------------------------------- | --------------------- | --- |
| ۳۲°۰′ شمالی ۰°۰′ شرقی / ۳۲٫۰۰۰°شمالی ۰٫۰۰۰°شرقی      | الجزایر               | |
| ۳۲°۰′ شمالی ۹°۸′ شرقی / ۳۲٫۰۰۰°شمالی ۹٫۱۳۳°شرقی      | تونس                  | |
| ۳۲°۰′ شمالی ۱۰°۴۷′ شرقی / ۳۲٫۰۰۰°شمالی ۱۰٫۷۸۳°شرقی   | لیبی                  | |
| ۳۲°۰′ شمالی ۱۵°۲۱′ شرقی / ۳۲٫۰۰۰°شمالی ۱۵٫۳۵۰°شرقی   | مدیترانه              | خلیج سیدرا |
| ۳۲°۰′ شمالی ۱۹°۵۸′ شرقی / ۳۲٫۰۰۰°شمالی ۱۹٫۹۶۷°شرقی   | لیبی                  | |
| ۳۲°۰′ شمالی ۲۴°۴۹′ شرقی / ۳۲٫۰۰۰°شمالی ۲۴٫۸۱۷°شرقی   | مدیترانه              | |
| ۳۲°۰′ شمالی ۳۴°۴۴′ شرقی / ۳۲٫۰۰۰°شمالی ۳۴٫۷۳۳°شرقی   | اسرائیل               | |
| ۳۲°۰′ شمالی ۳۵°۰′ شرقی / ۳۲٫۰۰۰°شمالی ۳۵٫۰۰۰°شرقی    | کرانه باختری رود اردن | Controlled by اسرائیل and the تشکیلات خودگردان فلسطین |
| ۳۲°۰′ شمالی ۳۵°۳۲′ شرقی / ۳۲٫۰۰۰°شمالی ۳۵٫۵۳۳°شرقی   | اردن                  | گذرکردن از شمال امان |
| ۳۲°۰′ شمالی ۳۹°۰′ شرقی / ۳۲٫۰۰۰°شمالی ۳۹٫۰۰۰°شرقی    | عربستان سعودی         | |
| ۳۲°۰′ شمالی ۴۰°۶′ شرقی / ۳۲٫۰۰۰°شمالی ۴۰٫۱۰۰°شرقی    | عراق                  | |
| ۳۲°۰′ شمالی ۴۷°۴۲′ شرقی / ۳۲٫۰۰۰°شمالی ۴۷٫۷۰۰°شرقی   | ایران                 | |
| ۳۲°۰′ شمالی ۶۰°۵۰′ شرقی / ۳۲٫۰۰۰°شمالی ۶۰٫۸۳۳°شرقی   | افغانستان             | |
| ۳۲°۰′ شمالی ۶۹°۱۸′ شرقی / ۳۲٫۰۰۰°شمالی ۶۹٫۳۰۰°شرقی   | پاکستان               | مناطق قبیله‌ای فدرال ایالت بلوچستان پاکستان - حدود 16 km Federally Administered Tribal Areas خیبر پختونخوا پنجاب (پاکستان)                                                                      |
| ۳۲°۰′ شمالی ۷۴°۵۰′ شرقی / ۳۲٫۰۰۰°شمالی ۷۴٫۸۳۳°شرقی   | هند                   | پنجاب (هند) هیماچال پرادش |
| ۳۲°۰′ شمالی ۷۸°۴۰′ شرقی / ۳۲٫۰۰۰°شمالی ۷۸٫۶۶۷°شرقی   | اکسائی چن             | Disputed between هند and چین |
| ۳۲°۰′ شمالی ۷۸°۴۴′ شرقی / ۳۲٫۰۰۰°شمالی ۷۸٫۷۳۳°شرقی   | چین                   | منطقه خودمختار تبت چینگهای Tibet (حدود 12 km) Qinghai (حدود 6 km) Tibet (حدود 4 km) Qinghai (حدود 4 km) Tibet سیچوآن چونگ‌کینگ شاآنشی هوبئی استان هنان آن‌هوئی جیانگسو — گذرکردن از جنوب نانجینگ |
| ۳۲°۰′ شمالی ۱۲۱°۴۵′ شرقی / ۳۲٫۰۰۰°شمالی ۱۲۱٫۷۵۰°شرقی | دریای چین شرقی        | |
| ۳۲°۰′ شمالی ۱۳۰°۱۱′ شرقی / ۳۲٫۰۰۰°شمالی ۱۳۰٫۱۸۳°شرقی | ژاپن                  | جزیرهٔ کیوشو: — استان کاگوشیما — استان میازاکی |
| ۳۲°۰′ شمالی ۱۳۱°۳۰′ شرقی / ۳۲٫۰۰۰°شمالی ۱۳۱٫۵۰۰°شرقی | اقیانوس آرام          | |
| ۳۲°۰′ شمالی ۱۱۶°۵۱′ غربی / ۳۲٫۰۰۰°شمالی ۱۱۶٫۸۵۰°غربی | مکزیک                 | باخا کالیفرنیا ایالت سونورا |
| ۳۲°۰′ شمالی ۱۱۳°۱۲′ غربی / ۳۲٫۰۰۰°شمالی ۱۱۳٫۲۰۰°غربی | ایالات متحده آمریکا   | آریزونا نیومکزیکو New Mexico / تگزاس border Texas لوئیزیانا میسیسیپی آلاباما جورجیا |
| ۳۲°۰′ شمالی ۸۰°۵۰′ غربی / ۳۲٫۰۰۰°شمالی ۸۰٫۸۳۳°غربی   | اقیانوس اطلس          | گذرکردن از جنوب برمودا · گذرکردن از جنوب Desertas Islands, مادیرا, پرتغال |
| ۳۲°۰′ شمالی ۹°۲۲′ غربی / ۳۲٫۰۰۰°شمالی ۹٫۳۶۷°غربی     | مراکش                 | |
| ۳۲°۰′ شمالی ۲°۵۶′ غربی / ۳۲٫۰۰۰°شمالی ۲٫۹۳۳°غربی     | الجزایر               | |